# 足柄神社
足柄神社（あしがらじんじゃ）とは、神奈川県南足柄市苅野に所在する神社。

## 概要
創始伝説として、『古事記』にも記されている、（明治以降に祭神のひとつとされる）日本武尊が東征帰りに足柄峠で山神の白鹿と出会う話が言及されることもある。
直接の創建は、朱雀天皇の御代、天慶3年（940年）とされ、明神ヶ岳、足柄峠、矢倉岳と遷座し、鎌倉時代末期に現在地（苅野）に遷座したとされている。現在も、矢倉沢講・狩講ともに存在し毎年旧蹟跡へ一回かかさず参詣されている。 
社号は江戸時代の古文書では「苅野岩村大明神」、ないしは単に「大明神」とあり、明治維新後に「矢倉神社」、（更に重巡洋艦「足柄」の竣工に合わせて）1929年（昭和14年）に「足柄神社」と改称、今日に至る。
（なお、1873年（明治6年）に日本武尊を祭神とすることに反発した人々によって、足柄峠付近の矢倉沢に「足柄明神」が新たに設けられた。『古事記』では「日本武尊は明神の化身である白鹿を殺した」と記されているのに対して、明治時代に日本武尊を祭神とした足柄神社側では、「白鹿は道に迷った日本武尊を足柄峠へと導いた」と異なる解釈を与えている。）
1873年（明治6年）7月30日に郷社と定められ、1907年（明治40年）4月30日に神饌幣帛料供進の神社に指定。
1929年（昭和4年）に竣工した旧日本帝国海軍の重巡洋艦「足柄」の艦内神社に、足柄神社の天照大御神と日本武尊が分祀された。2018年（平成30年）11月2日には、海上自衛隊の護衛艦「あしがら」就役10年を奉告する祈願祭と、市内の篤志家が奉納した案内板の除幕式が行われた。
2019年（令和元年）5月26日、東日本大震災で損傷した大鳥居を再建した。
- 神社鳥居
- 再建された鳥居と参道

## 祭神
- 天照皇大御神
- 瓊瓊杵尊
- 日本武尊

## 祭事
- 3月3日 - 例祭
- 10月9日 - 秋季祭